# NGC 2761
NGC 2761 est une galaxie spirale relativement éloignée et située dans la constellation du Cancer. NGC 2761 a été découverte par l'astronome allemand Albert Marth en 1865.

## Caractéristiques
Sa vitesse par rapport au fond diffus cosmologique est de 9 011 ± 20 km/s, ce qui correspond à une distance de Hubble de 132,9 ± 9,3 Mpc (∼433 millions d'al).
La galaxie NGC 2761 renferme des régions d'hydrogène ionisé et c'est une galaxie du champ, c'est-à-dire qu'elle n'appartient pas à un amas et qu'elle est donc gravitationnellement isolée. Selon la base de données Simbad, NGC 2761 est une radiogalaxie.